# Cephalops yoshiyasui
Cephalops yoshiyasui är en tvåvingeart som beskrevs av Morakote 1990. Cephalops yoshiyasui ingår i släktet Cephalops och familjen ögonflugor. Inga underarter finns listade i Catalogue of Life.